# Piercing

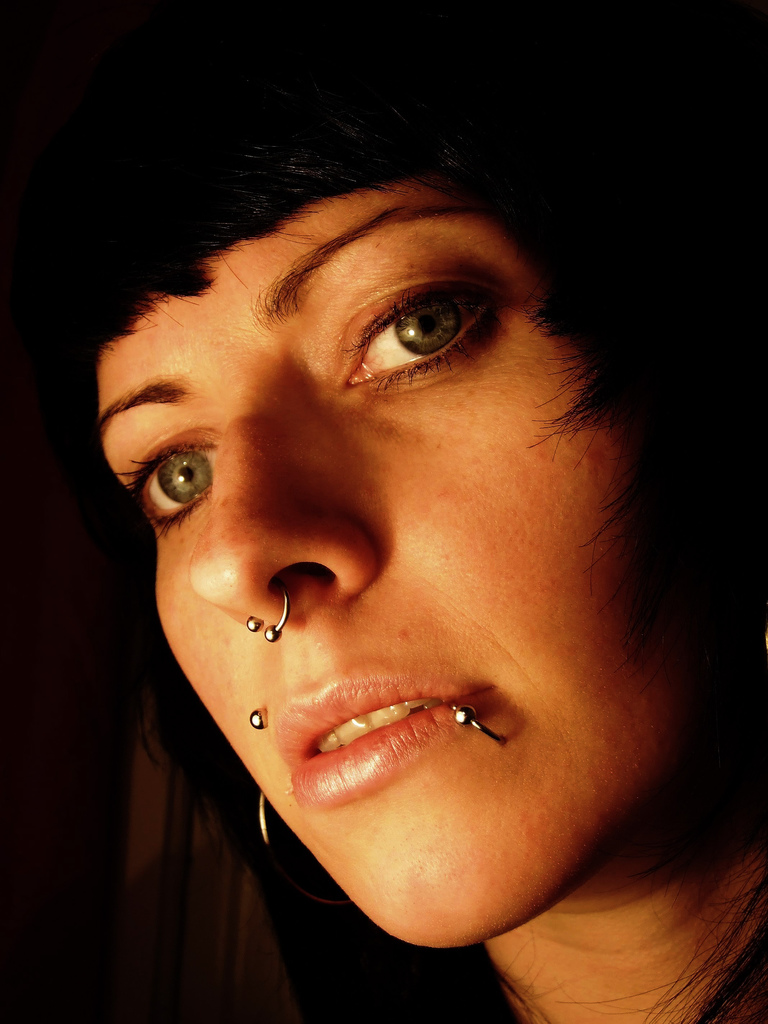
Donna con molteplici piercing facciali (Monroe, Septum e Labret)

Il piercing o body piercing (dall'inglese to pierce, "perforare") è la pratica di forare alcune parti superficiali del corpo allo scopo di introdurre oggetti in metallo (talvolta ornati con pietre preziose), osso, pietra o altro materiale, quale ornamento o pratica rituale.
Le parti del corpo soggette a questa pratica sono: lobo dell'orecchio, sopracciglio, narice e setto nasale, labbro, lingua, capezzolo, ombelico e organi genitali (glande, prepuzio e scroto nell'uomo; piccole e grandi labbra, prepuzio clitorideo e Monte di Venere nella donna).
I principali motivi che spingono a tale pratica, e che a volte sono i medesimi del tatuaggio, possono essere i più svariati e possono includere: religione, spiritualità, tradizione, moda, erotismo, conformismo o identificazione con una sottocultura.
Il termine viene talvolta utilizzato impropriamente anche per definire la pratica del play piercing o needle play o "piercing temporaneo", che consiste nel forare parti del corpo temporaneamente, in connessione a pratiche BDSM o rituali/religiose, così come in uso, ad esempio, presso gli Aztechi.

## Storia

### Fonti
La storia del piercing presenta un problema di base con le fonti utilizzate, poiché talune di esse sono palesi falsi storici o testi controversi e talvolta inattendibili, privi di riferimenti alle fonti primarie, e sui cui sono stati mossi dubbi di autorevolezza e affidabilità. In particolare molte "storie del piercing" che circolano su Internet o che, in taluni casi, sono state inserite in saggi a tema antropologico o sessuologico, traggono origine dal celeberrimo pamphlet Body & Genital Piercing in Brief pubblicato dalla Gauntlet e scritto da Doug Malloy (al secolo Richard Simonton) e che, grazie alla sua successiva ristampa nel libro ReSearch 12: Modern Primitives nel 1989, è divenuta col tempo la principale fonte accreditata per tutte le "storie del piercing" presenti in Internet e pubblicazioni del settore. Ma la "storia del piercing" di Doug Malloy è tuttavia per gran parte un falso storico, essendo frutto della sua fantasia e non avendo alcun supporto documentale, ed è stata ampiamente screditata dimostrando essere priva di alcun fondamento.
Talune altre fonti sono ritenute controverse e talvolta giudicate non del tutto attendibili, in particolare quelle che fanno riferimento al piercing del capezzolo femminile nel medioevo e in età barocca e presso le culture tribali del Nordafrica o delle isole del Mediterraneo. Tali fonti non presentano fonti primarie, ma solamente fonti secondarie, che non chiariscono quale sia l'origine di queste informazioni. Tra esse vi figurano testi apparsi fin dai primi anni del Novecento per cura di studiosi, principalmente sessuologi, quali ad esempio E. Neumann, Iwan Bloch, Eduard Fuchs, Friedrich Salomo Krauss, Rustam J. Mehta, Stephen Kern, Hans Peter Duerr, che in nessun caso forniscono le fonti primarie delle loro affermazioni, ma si rifanno a fonti a loro vicine o poco chiare.

### Preistoria e culture tribali

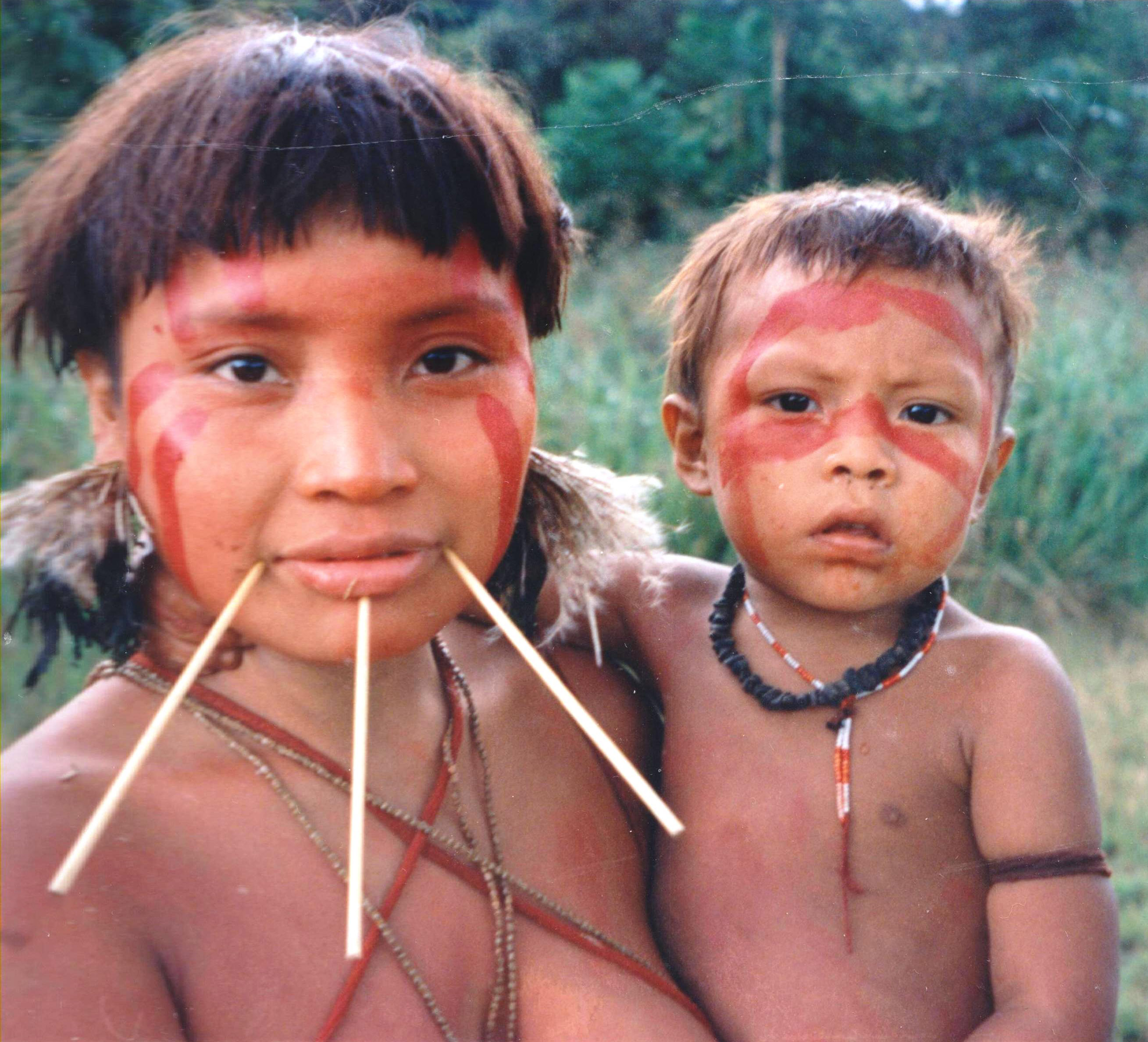
Giovane donna Yanomamö con piercing facciali

La pratica del piercing ha comunque origini antiche, sicuramente preistoriche. Lo scopo principale era quello di distinguere i ruoli assunti dei vari membri all'interno della tribù, allo scopo di regolare i rapporti tra i vari individui sia nel quotidiano che durante le cerimonie, rendendo palese tutta una serie di informazioni sull'individuo e al suo rapporto con il gruppo di appartenenza. Corpi mummificati presentano piercing di varia natura. La perforazione delle orecchie, ad esempio, è molto comune nelle culture tribali fino al giorno d'oggi. La più antica mummia umana mai scoperta finora, ovvero la mummia del Similaun, ritrovata nel 1991 nel ghiacciaio di Similaun sulle Alpi Venoste, soprannominata Ötzi, oltre a numerosi tatuaggi, aveva un foro all'orecchio di 7,11 mm di diametro.
La perforazione della narice è comune tra le tribù nomadi del Medio Oriente fin dall'antichità, oltre che tra le donne dell'area himalayana del Nord dell'India, del Nepal, del Tibet e del Bhutan. Nel Borneo la perforazione delle orecchie viene fatta ai ragazzi come rito di passaggio.
Presso i Daiachi del Borneo, sono in uso alcune forme di piercing genitali in entrambi i sessi. In particolare i maschi perforano il glande inserendo trasversalmente una barretta, che prende il nome di ampallang, mentre le donne sono solite perforare invece le grandi e le piccole labbra, mentre la clitoride viene perforata verticalmente assieme al cappuccio della clitoride, inserendo nel foro un piccolo anello d'oro, in seguito talvolta sostituito con un gioiello a forma di fuso.
Nelle Filippine era in uso il "bastone del pene" e viene descritto fin dal 1590 nel Codice Boxer. Probabilmente si tratta dello stesso ornamento in uso nel Borneo, presso i Daiachi con il nome di ampallang.
Così come la dilatazione dei lobi delle orecchie, anche il piercing al labbro ha origine nelle culture tribali dell'Africa e dell'America. La perforazione del labbro nelle culture tribali africane è un'esclusiva femminile e il significato della pratica cambia da tribù a tribù. Ad esempio presso la tribù Dogon del Mali un anello al labbro viene portato per questioni spirituali; nella tribù Saras-Djinjas del Ciad il labbro della donna viene forato con il matrimonio, così da rappresentare un simbolo di assoggettamento al marito. Infine presso la tribù Makololo del Malawi il labbro delle donne viene perforato per un puro motivo estetico: pochi uomini Makololo andrebbero con una donna che non porta tale tipo di ornamento, considerandola innaturale.
Presso molte tribù di nativi americani la perforazione del setto nasale è un marchio dello status maschile. Ad esempio a questa usanza deve il proprio nome la tribù dei Nez Percé (letteralmente "Nasi Forati"). La pratica è comune al giorno d'oggi anche presso gli indiani Cuna dell'isola di Panama. Uomini e donne Marubo, nel Brasile occidentale, hanno in uso la perforazione del setto nasale, facendovi passare attraverso alcune fila di perline, ciò è considerato un mezzo per entrare in sintonia con la natura che li circonda. Gli uomini Karankawa, una popolazione di nativi americani estinta che abitava il golfo del Messico, in Texas, usavano dipingersi il corpo, tatuarsi e perforare il labbro inferiore e i capezzoli con piccoli pezzi di canna.
Nelle civiltà precolombiane, la perforazione del labbro era considerato uno status symbol e solamente gli uomini di alto rango potevano indossarlo. Nel Sud America tale tipo di piercing viene chiamato Tembetá. Presso gli Yanomamö si usa perforare il labbro inferiore, inserendovi dei bastoncini. Ciò permette ai giovani innamorati di scambiarsi messaggi erotici velati.
Gli aborigeni australiani perforano il setto nasale con un lungo stecchetto così da appiattire il naso. La tribù Bundi di Papua Nuova Guinea perfora il setto del naso come rito di passaggio all'età adulta da parte dei maschi. Le donne dell'isola di Truk, oggi Chuuk, in Micronesia, erano solite perforarsi le piccole labbra per inserirvi oggetti che tintinnavano al loro cammino.

### Antichità

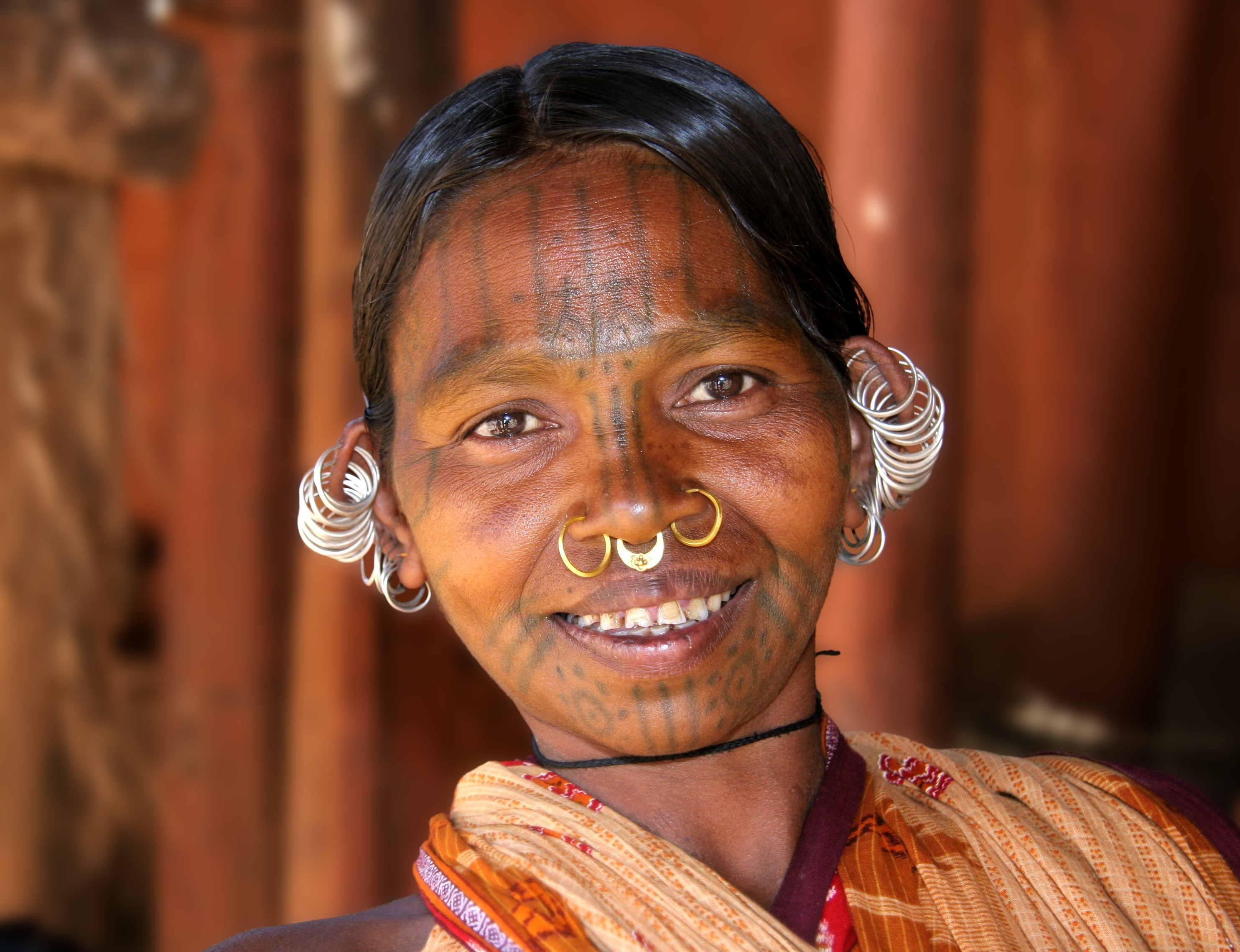
Donna Adivasi della tribù dei Khond a Orissa, India

Nei Veda, i più antichi libri sacri indiani, si trova un riferimento ai lobi e al naso forati della dea Lakshmi È inoltre molto comune in India la perforazione di una o di entrambe le narici. Nella letteratura specialistica, viene fatto spesso riferimento alla pratica, in uso presso le donne indiane di perforarsi sia le piccole che le grandi labbra, oltre a tatuare il pube. Nel Kamasutra Vatsyayana fa riferimento alla pratica del piercing del pene, affermando che presso alcune popolazioni del Sud dell'India si considerava che il vero piacere sessuale non fosse raggiungibile se non perforando il pene, non è tuttavia chiaro in quale punto del pene questo tipo di piercing venisse praticato,, seppure secondo taluni questo piercing corrisponderebbe a quello attualmente conosciuto come Apadravya.
La pratica di forare i lobi delle orecchie compare anche nella Bibbia, dove gli orecchino vengono indossati da entrambi i sessi, e vi è inoltre un riferimento al piercing della narice nel libro della Genesi..
Alcune forme di piercing erano comuni nell'Antica Roma e nell'Impero Romano. Gli orecchini erano ad esempio molto più comuni tra gli uomini che tra le donne. Nell'antica Roma erano inoltre in uso alcuni piercing genitali, quali ad esempio quello del prepuzio o la cosiddetta infibulazione delle schiave, consistente nel praticare un piercing alle grandi o alle piccole labbra in prossimità dell'ingresso della vagina, inserendovi un anello, con lo scopo di preservarne la castità (pratica, secondo le fonti, invalsa comunque anche presso i greci e le culture indo-persiane),

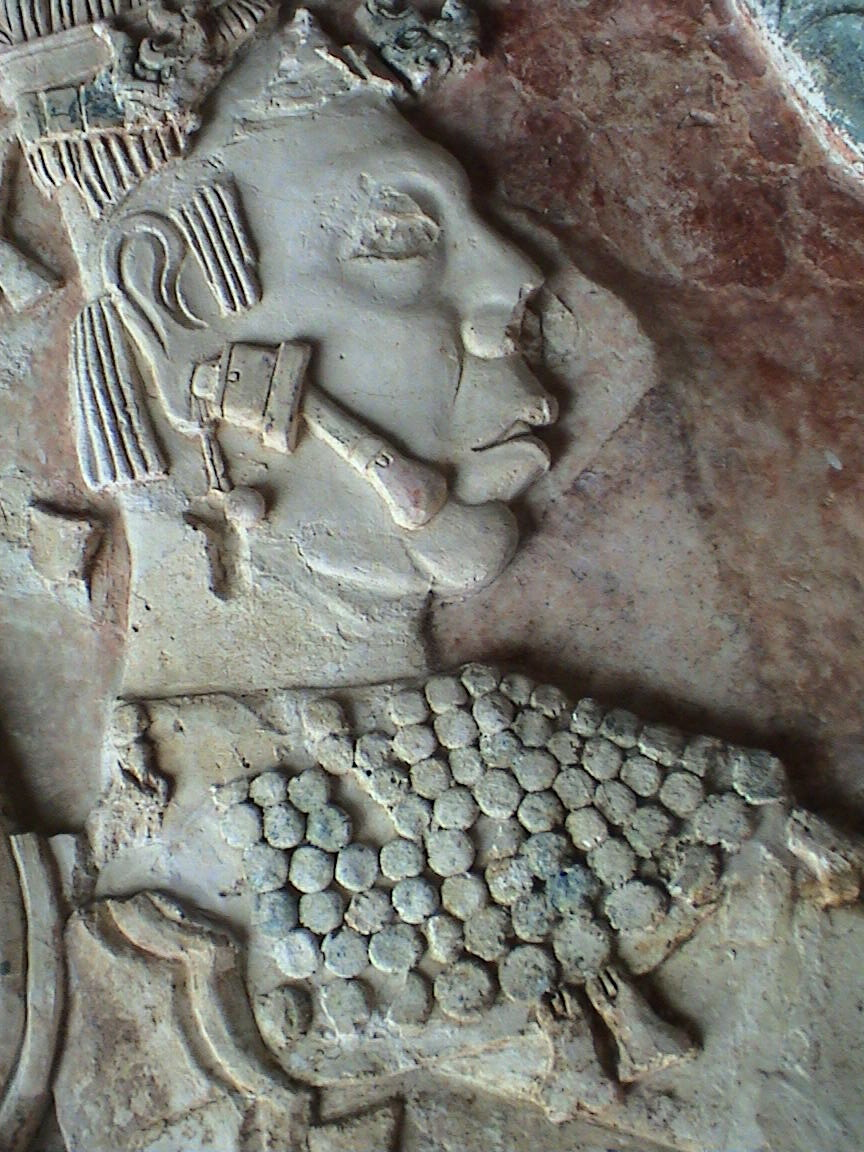
Bassorilievo nei pressi di Palenque raffigurante una figura umana con un dilatatore al lobo dell'orecchio

Controverse sono invece le fonti che affermerebbero la pratica del piercing del capezzolo presso gli antichi egizi, con un preciso riferimento alla regina Cleopatra,, mentre è vero che in alcuni periodi storici fosse invalsa la pratica di esporre il seno nudo, che portava a decorarlo in varie maniere, ma non attraverso la perforazione dei capezzoli, bensì dipingendo i capezzoli con della vernice dorata..
Presso i maya sarebbero state in uso numerose forme di modificazione corporea, tra cui piercing ai lobi, alle narici e labbro inferiore, al pene inserendovi pietre colorate e anelli nel glande, ai capezzoli in cui inserivano degli anelli. Presso gli Aztechi i lobi delle orecchie venivano dilatati per piacere estetico o come segno di appartenenza a una determinata tribù. Aztechi e Incas indossavano, inoltre, un anello d'oro al setto nasale come ornamento. La perforazione dei genitali, assieme a quella della fronte, era in uso presso la cultura centroamericana olmeca (1500 a.C. circa) e nelle successive culture da essa influenzate.

### Medioevo e rinascimento
Fonti controverse riferiscono che nel XIV secolo, presso la corte della regina Isabella di Baviera, sarebbe divenuta in uso la moda femminile della "grande scollatura", che avrebbe portato a decorare i capezzoli dipingendoli con del rossetto, ornandoli con anelli tempestati di diamanti o piccoli cappucci, e talvolta forandoli passandovi attraverso delle catenelle d'oro. Bloch ne segnala inoltre l'uso come strumento di tortura nella Spagna medievale per opera dell'inquisizione, che l'avrebbe praticata su ragazze e donne eretiche,, e presso i turchi, che l'avrebbero messo in pratica su giovani ragazze armene.
In età elisabettiana l'orecchino era uno status symbol prettamente maschile, indossato da personaggi come Shakespeare, Sir Walter Raleigh, e Francis Drake.

### Età barocca
Altra storia controversa è quella che attesterebbe l'uso della perforazione del capezzolo femminile anche nel XVII secolo presso le corti del re Luigi XIV di Francia e del re Carlo II d'Inghilterra, dove, così come accaduto tre secoli prima alla corte della regina Isabella di Baviera, sarebbe infatti divenuta di moda una scollatura tanto ampia da esporre i capezzoli portando le donne di corte a forarli inserendovi degli anelli d'oro come ornamento.

### Età vittoriana

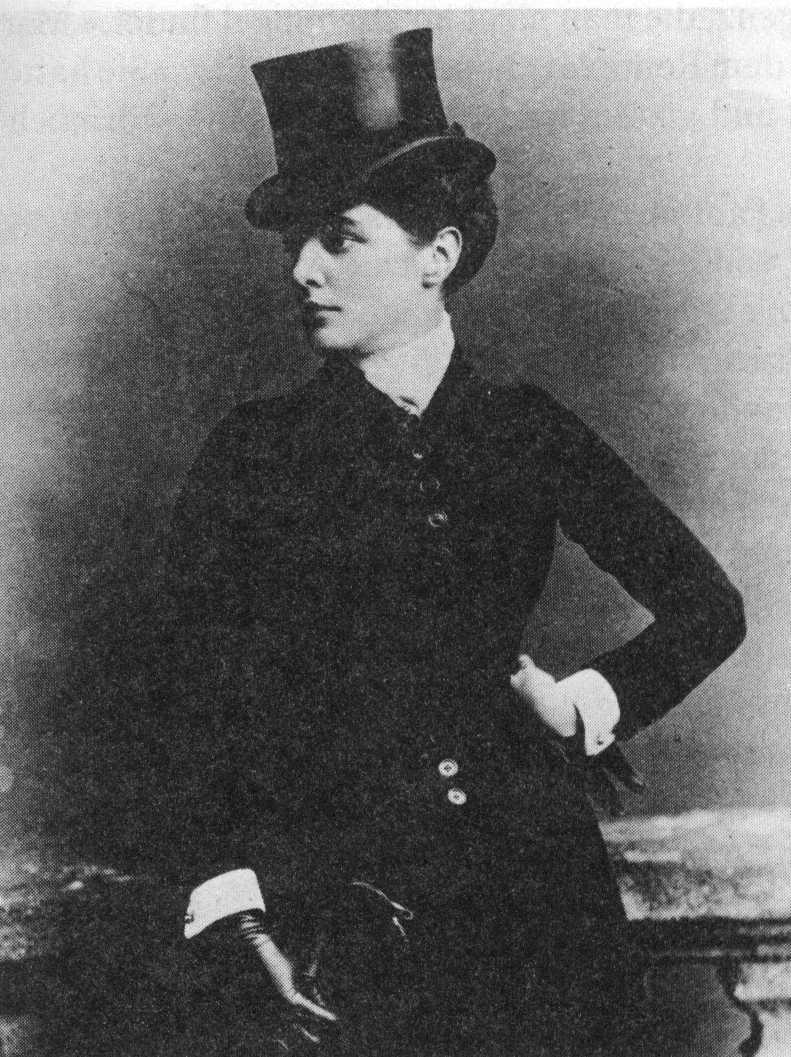
Lady Randolph Churchill

Numerose testimonianze riportano che tra le signore britanniche (ma anche tra alcuni uomini) di tarda epoca vittoriana, cioè attorno tra gli anni ottanta e novanta del XIX secolo, fossero divenuti di moda i cosiddetti bosom rings ("anelli da seno"). La pratica di perforazione dei capezzoli con applicazione di anelli d'oro o di spille ingioiellate, talvolta uniti da catenelle. Pare la pratica avesse avuto origine a Parigi con il nome di anneaux de sein ("anelli da seno") e da lì avrebbe poi attraversato la Manica per prendere piede nella capitale britannica. A Londra la foratura dei capezzoli veniva effettuata da alcuni gioiellieri specializzati e alcune fonti riportano che un gioielliere di Bond Street affermava di aver forato i capezzoli di oltre 40 signore e giovani ragazze londinesi. Altre fonti si spingono ad affermare che tra le signore vittoriane ad avere i capezzoli forati, oltre a una non meglio identificata celebre attrice del Gaiety Theatre e a una famosa cantante, che avrebbe collegato gli anelli ai propri capezzoli l'uno all'altro con una corta catenella, ci fosse anche Lady Randolph Churchill, la madre del primo ministro britannico Winston Churchill, che era comunque per certo anche tatuata. Valerie Steele, nel suo Fashion and eroticism. Ideals of feminine beauty from the Victorian era to the Jazz Age del 1985, riporta inoltre una testimonianza, tratta da un numero della rivista Society del 1899, in cui si afferma che a ad avere i capezzoli forati, indossandovi degli "anelli da seno" (breast rings) vi fossero anche tre nobili ragazze francesi, figlie di un marchese.

### XX secolo
Presso i marinai sarebbe invalsa la credenza che forare il lobo acuisse la vista, così da poter ottenere il posto di vedetta, che era fra i più ambiti. I marinai portavano orecchini d'oro, cosicché, se fossero morti in mare e il loro corpo fosse stato trascinato a riva dalla corrente, con essi si sarebbe potuta pagare una sepoltura cristiana: il loro spirito, altrimenti, avrebbe vagato inquieto per l'eternità. Tra gli stessi marinai britannici e statunitensi del XX secolo, sarebbe attestata anche la pratica di forare i capezzoli quale rito di passaggio al doppiare una determinata linea (dell'equatore, dei tropici o la linea internazionale del cambio di data) e varie immagini di marinai tatuati lo confermerebbero. Steven Zeeland, nel suo Sailors and sexual identity. Crossing the line between "straight" and "gay" in the U.S. Navy del 1995, riferisce inoltre di una pratica similare, in voga sempre tra i gli infermieri della marina statunitense di stanza a Okinawa, presso 3º Battaglione Medico di Camp Hansen, consistente nel praticare il piercing al capezzolo come segno di appartenenza al corpo di stanza in quella precisa località.
Alcune forme di piercing erano parzialmente diffuse anche durante la prima metà del XX secolo, prima dell'avvento del moderno piercing, tra dagli artisti delle fiere, i cosiddetti sideshow, dove fachiri, uomini e donne tatuati talvolta si spingevano a praticare anche piercing "intimi". Tra gli artisti da sideshow più celebri vi è Rasmus Nielsen, il cui spettacolo consisteva nel sollevare una incudine appesa ai suoi piercing ai capezzoli. Diverse fotografie di donne tatuate, alcune appartenenti proprio al mondo dei side show, provenienti dalla Kobel Collection dimostrano anch'esse come la pratica non fosse del tutto sconosciuta durante la prima metà del Novecento. Ethel Granger, riconosciuta nel Guinness dei primati come la donna con la vita più stretta, dato l'utilizzo di corsetti al fine di ridurre il giro vita, durante gli anni venti e trenta, con l'aiuto del marito medico, aveva forato lobi, narici, setto e capezzoli, allargando successivamente i fori con l'inserimento di anelli di maggiore spessore. Charlotte Hoyer, una mangiatrice di spade tedesca degli anni quaranta/cinquanta, aveva svariati piercing, oltre alla lingua, aveva forati entrambi i capezzoli, le piccole e grandi labbra della vulva. Kathy, una celebre spogliarellista britannica degli anni sessanta, aveva entrambi i capezzoli forati ornati con vistosi pendent Elizabeth Weinzirl, celebre donna tatuata, aveva avuto i capezzoli forati durante gli anni sessanta, anch'essa, così come accaduto a Ethel Granger, grazie al marito medico.
Tra gli anni sessanta e settanta, la pratica del piercing, principalmente ai capezzoli e ai genitali, comincia a diffondersi tra le sottoculture BDSM e gay leather, grazie soprattutto al lavoro svolto da Doug Malloy (Richard Simonton), Mr. Sebastian (Alan Oversby), Fakir Musafar (Roland Loomis) e Jim Ward. Si deve a loro l'impegno nella diffusione della pratica del piercing, alla realizzazione della gioielleria per piercing, alla definizione di metodi e tempi di guarigione per ogni singolo piercing. L'aumento di interesse nei confronti del piercing che si stava sviluppando durante gli anni settanta, spinse Simonton a consigliare a Jim Ward, che all'epoca lavorava come corniciaio, di avviare un'attività di piercing. Nel 1975 Simonton finanziò Ward per avviare il suo studio di piercing Gauntlet, originalmente con base nella casa di Ward, dove questi iniziò a produrre gioiellerie per piercing e imparare su come praticare i vari tipi di piercing. L'attività, la prima nel suo genere, ebbe inizio nel novembre del 1975 e questa è considerata la data di inizio della moderna industria del body piercing.
Nel mondo occidentale, di fatto, la pratica del piercing ha iniziato a diffondersi in seno alla comunità del tatuaggio: spesso persone pesantemente tatuate hanno preso a forarsi anche lobi, narici, capezzoli e genitali.
Successivamente il piercing ha iniziato ad essere praticato dalle sottoculture giovanili: tra i primi ad utilizzare la perforazione di lobi e narici, ci sono stati gli hippy, tra gli anni sessanta e settanta. A fine anni settanta, e negli anni ottanta, la pratica è poi divenuta di uso comune tra punk e goth. Tra la fine degli anni ottanta e gli inizi degli anni novanta, infine, soprattutto nell'area industrial, si sono diffusi anche piercing più estremi e intimi, come ombelico, capezzoli e genitali.
Tra i piercing più diffusi piercing dell'ombelico ha infatti riscosso ampio interesse nella cultura mainstream da quando la modella Christy Turlington lo ha esibito in una sfilata londinese nel 1993. La diffusione di tale pratica deve comunque molto anche al videoclip degli Aerosmith Cryin', sempre del 1993, nel quale l'attrice Alicia Silverstone si fa forare l'ombelico dal piercer Paul King. La facilità con cui è possibile nascondere questo tipo di piercing, anche durante il processo di guarigione, ha contribuito all'ampia diffusione della pratica.
Anche il piercing del capezzolo assurge a pratica mainstream durante gli anni novanta, in particolare grazie alla moda, apparendo, tra l'altro nel libro fotografico Erotica, legato all'album omonimo, di Madonna e venendo esibito da personaggi celebri quali Tommy Lee; Corey Taylor;; Axl Rose; Lenny Kravitz; Joan Jett. Trova ampia diffusione anche nella moda e popolari supermodel lo esibiscono in fotografie di nudo o sulla passerella, indossando abiti che lasciano intravedere il seno scoperto: tra le primissime vi sono Sibyl Buck, che, oltre ai capezzoli, portava anche piercing alla narice, al labbro, all'ombelico e nella cartilagine dell'orecchio; Erica VanBriel, modella belga che a una celebre sfilata haute couture del 1998 di Thierry Mugler sfila indossando un abito da sera appeso ai piercing dei suoi capezzoli; Tasha Tilberg, modella canadese che, negli anni novanta, esibisce svariati piercing, tra cui gli anelli a entrambi i capezzoli.

### XXI secolo
Negli ultimi due decenni il piercing è uscito via via dall'underground per divenire pratica comune anche tra i giovani e tra musicisti, modelle, attori. Sono oggi molto comuni piercing a lobi, sopracciglio, narici, labbro, lingua, ombelico. Meno comuni, ma anch'esse non sono più pratiche da considerarsi ristrette alle sole culture underground o agli attori del cinema porno, sono i piercing a capezzoli e genitali.

## Tipologie
Ogni zona del corpo comprende svariate tipologie di piercing, ognuna delle quali viene classificata con un preciso termine. Esse comprendono:
- Sopracciglia
- Naso
- Bocca (guancia, labbro, lingua)
- Orecchio
- Capezzoli
- Ombelico
- Genitali femminili (cappuccio del clitoride, clitoride, piccole e grandi labbra, ecc.)
- Genitali maschili (glande, frenulo, prepuzio e scroto)
- Ano (molto raramente)
- Superficie cutanea

## Gioielleria

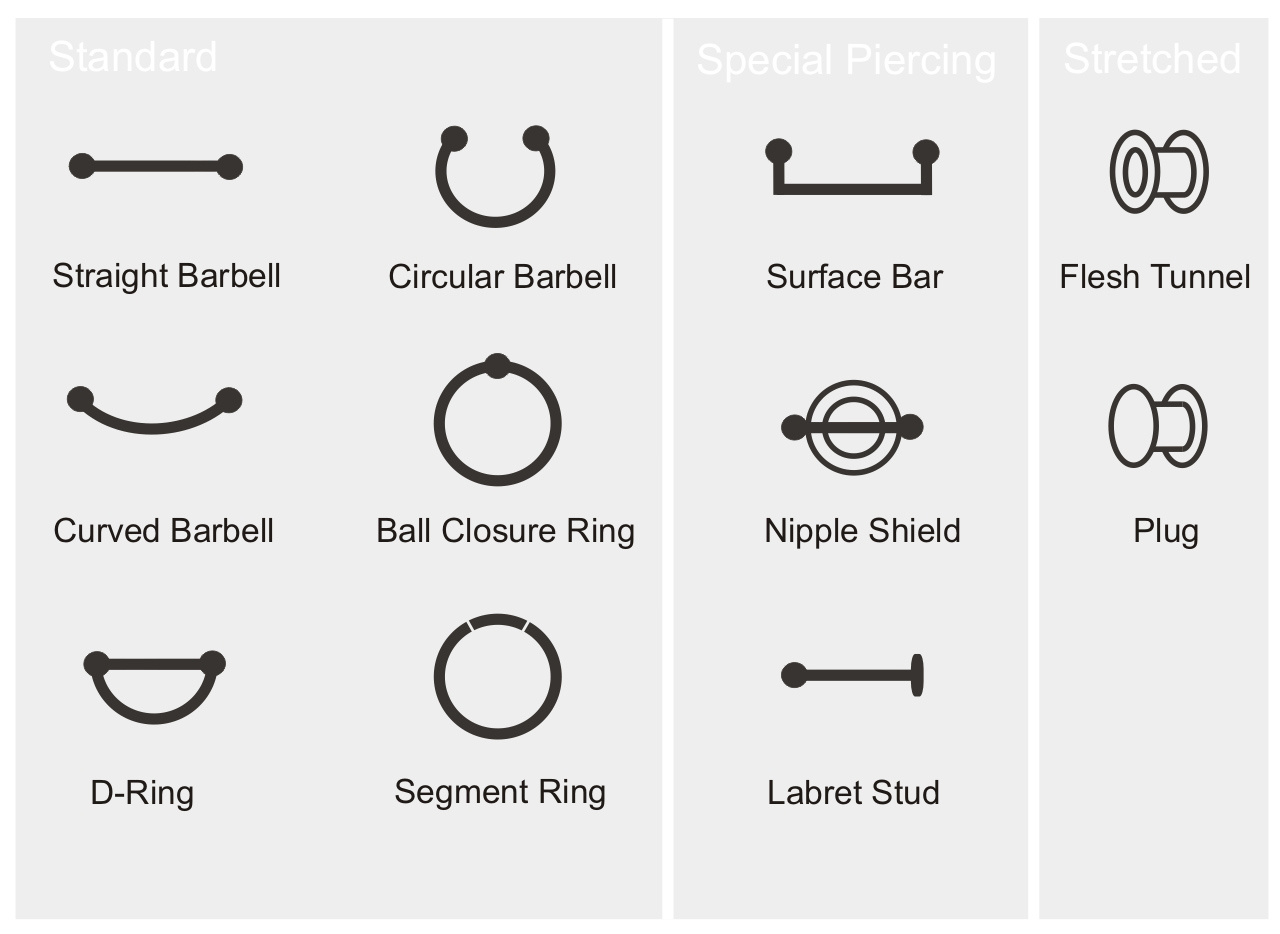
Gioielleria per piercing

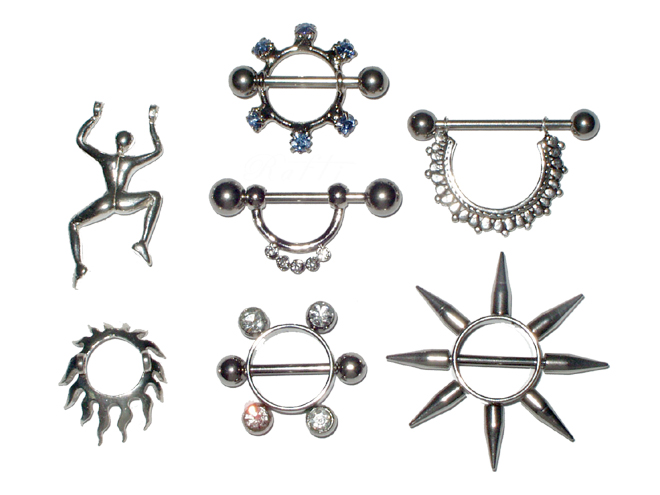
Varianti elaborate di nipple shield e d-ring

La gioielleria per piercing è costruita con materiali biocompatibili e inalterabili nel tempo e con forme tali da agevolare la guarigione ed essere confortevoli nell'inserimento e nell'uso quotidiano. Lo spessore e la dimensione della gioielleria per piercing sono comunemente espressi in millimetri, il diametro invece è espresso in gauge.

### Tipi di gioielli
I tipi di gioielleria per piercing sono:
- Ball closure ring, anche detto captive bead ring: anello chiuso da una pallina, frequentemente utilizzato per il piercing del lobo, del setto nasale, del capezzolo e ai genitali.
- Barbell o straight barbell: barretta con due palline di bloccaggio alle estremità di varie lunghezze, utilizzata frequentemente nel piercing ai capezzoli, nel piercing all'orecchio che porta il nome industrial. Da questo tipo di gioiello derivano:
  - D-Ring: barretta a cui è aggiunto un segmento a forma di "D" inito alla barretta tramite degli occhielli, normalmente utilizzata per il piercing del capezzolo;
  - Nipple Shield: gioiello di varie fogge, circolare, che circonda la base del capezzolo, fermato da una barretta.
- Curved barbell o bananabell: specifica barretta curva, utilizzata per il piercing all'ombelico.
- Circular barbell: anello aperto, con le estremità chiuse da due palline, utilizzato in alternativa al captive bead ring.
- Labret stud: utilizzata nei piercing facciali è una barretta con a un'estremità terminale piatto per consentire di non irritare le gengive.
- Segment ring: anello similare al ball closure ring chiuso, anziché da una pallina, da un segmento circolare che conferisce l'aspetto di un anello circolare.
- Surface bar: baretta con angoli ripiegati ad angolo retto che viene utilizzata nei piercing superficiali.
- Plug e flesh tunnel: grossi gioielli che vengono applicati in conseguenza alla pratica dello stretching:
  - Plug: gioielli pieni che possono avere svariate forme, anche a chiocciola, così da consentire l'allargamento del foro;
  - Flesh tunnel: gioielli internamente vuoti, rappresentati normalmente da un segmento della stessa misura del foro chiuso all'estremità da due occhielli.

### Materiali
I materiali più comunemente usati per la realizzazione della gioiellerie per piercing sono l'acciaio chirurgico o il titanio, quest'ultimo più resistente e leggero rispetto all'acciaio e con minori rischi di allergia. Altri materiali sono: corno, ematite, legno, niobio, oro, osso, pietra, resine acriliche, silicone, teflon, vetro.

## Attrezzatura

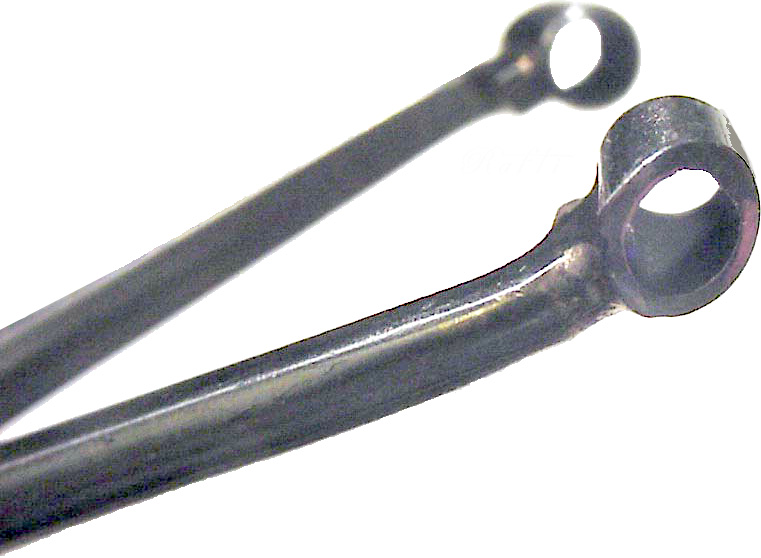
Pinza specifica per la perforazione

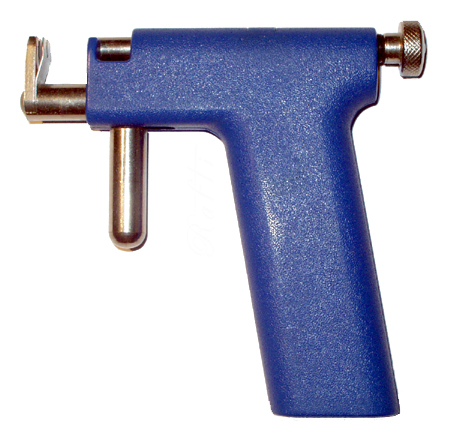
Pistola per forare i lobi, inadatta per qualsiasi altro tipo di piercing

Gli strumenti necessari per effettuare una giusta perforazione sono diversi a causa delle diversità della cute e parti interessate da perforare.
Ogni perforazione necessita di un giusto strumento, il quale fin dai tempi antichi era uno stecchetto preferibilmente in materiale adeguale spesso in metallo, acciaio o addirittura denti o corna di animali per espansioni del foro.
Nei tempi moderni venne utilizzato inizialmente un ago per quanto riguardava i piercing più complicati, per il lobo invece è stata progettata una macchina a pistola, in modo da effettuare la perforazione veloce ma non consigliato per la guarigione.
È preferibile utilizzare delle pinze nell'ausilio di fermare la parte interessata inserendo l'ago di dimensioni maggiori del piercing adeguato alla zona trattata.

## Aspetti medici

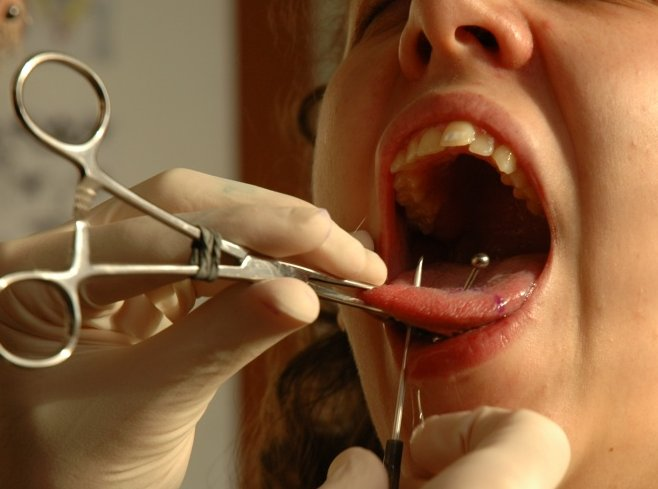
Creazione di un piercing sulla lingua

Uno degli aspetti tipici che si affrontano nel parlare di questa pratica sono le condizioni igieniche nelle quali operarla e le accortezze indispensabili a evitare la contrazione di malattie e infezioni. Infatti per ridurre al minimo i rischi vanno sempre utilizzati esclusivamente strumenti e gioielleria sterilizzati.
A chi utilizza una protesi valvolare la pratica del piercing, oltre a causare infezioni, potrebbe portare a disturbi visivi di vario genere.
Le zone più delicate dove fare il piercing sono genitali e superfici cutanee eccessivamente lisce (i cosiddetti surface). Un'eventuale infezione, causa la penetrazione di batteri infettivi nel corpo, potrebbe compromettere l'attività di cuore, reni e fegato. Una malattia molto pericolosa che si può contrarre tramite il piercing in condizioni igieniche non idonee è l'epatite, se gli strumenti non sono correttamente sterilizzati.
Alcuni piercing sono sospetti di provocare, a lungo andare, danni lievi o gravi all'organismo. È stato messo sotto accusa il piercing alla lingua (Tongue), che secondo alcune ricerche dell'Università di Buffalo, provocherebbe deformazioni e danni ai denti, infezioni e ascessi a denti e bocca.
La maggior parte dei piercing non provocano forte dolore al momento della foratura (ma varia ovviamente dalla sensibilità personale nei confronti del dolore) bensì è il periodo di guarigione, come ad esempio nel caso del tongue, a provocare fastidi e gonfiori nei giorni successivi.

## Legislazione
In Italia la pratica del piercing è regolamentata dalla legge regionale 31 maggio 2006, n. 28 (Disciplina delle attività estetica e di tatuaggio e piercing), che prevede, tra l'altro, il divieto assoluto di eseguire il piercing ai minori di 14 anni e il divieto di eseguire il piercing ai minori di 18 anni senza il consenso dei genitori o dei tutori.
Nel Regno Unito, secondo la legislazione britannica, la pratica del piercing ai genitali femminili è assimilabile alle mutilazioni genitali femminili e pertanto vietata. È tuttavia stato rilevato che finora nessuna persona è mai stata perseguita per questo.

## Motivi sociali e antropologici
Le motivazioni che spingono a sottoporsi alla pratica del piercing possono essere le più disparate. Molte persone vi si sottopongono per un puro fattore estetico, per marcare un'appartenenza ad un gruppo sociale, etnico, religioso o a una sottocultura.
Nelle sue prime fasi di diffusione, fino agli anni ottanta, la pratica del piercing era strettamente legata alla pratica del tatuaggio: le persone con ampi tatuaggi, ricorrevano spesso anche a pratiche di body piercing allora insolite.
Uno dei fattori che ha contribuito in grande misura alla diffusione del revival moderno del piercing è rappresentato dallo stimolo erotico: i piercing praticati su zone erogene - capezzoli o genitali - una volta guariti, rappresentano un continuo stimolo e aumentano la sensibilità della zona. Il piercing del capezzolo, in particolare, viene talvolta praticato successivamente a un'operazione plastica al seno, in seguito alla quale la sensibilità del capezzolo può diminuire. Il piercing del cappuccio del clitoride, viene spesso praticato per simili ragioni, e non è infrequente presso le attrici del cinema hard. Anche il tongue piercing ha trovato diffusione poiché considerato stimolante sia durante i baci, sia durante il rapporto orale.
Sempre legato all'ambito delle pratiche erotiche, il revival del piercing moderno ha trovato ampio uso nella sottocultura del BDSM, presso cui oltre a rappresentare un forte stimolo erotico, sia come piercing permanente che temporaneo, ha anche una valenza di "sottomissione" al partner da parte dello slave nei confronti del master.

## Studi e statistiche
Nel 1993 il professore di sessuologia Charles Moser, assistito dai colleghi Joann Lee e Poul Christensen, ha condotto uno studio sulle motivazioni che portano a farsi fare un piercing al capezzolo, pubblicandole, con il titolo di Nipple Piercing. An Exploratory-Descriptive Study, sulla rivista Journal of Psychology & Human Sequality vol. 6 (2) del 1993. La ricerca è stata svolta tra il 1986 e il 1987 su un campione di 362 individui, composto da 292 uomini compresi tra i 24 e i 76 anni e 70 donne comprese tra i 22 e i 60 anni, che hanno risposto a un questionario sulle ragioni per cui si sono sottoposti al piercing al capezzolo e sui risultati della pratica. Mentre 3/4 del campione ha risposto di avere interessi nel sadomasochismo, meno della metà ha ammesso che la perforazione dei capezzoli fosse parte del loro ruolo in giochi sadomasochisti. Tuttavia ciò si deve in larga parte anche all'origine del campione, che è stato scelto rivolgendosi principalmente ad associazioni BDSM, gay ed etero, e alla rivista PFIQ, rivolta a un pubblico di appassionati di piercing e modificazioni corporee. Il 94% degli uomini e l'87% delle donne ha affermato che lo avrebbe rifatto, inoltre la maggioranza degli intervistati aveva anche altre forme di piercing, con la sola eccezione di due donne, che hanno dichiarato che il loro unico piercing era quello ai capezzoli. Lo studio ha rivelato inoltre che il 18% degli uomini ha avuto il piercing da parte di un amico/a, amante o un partner nei giochi S/M; mentre il 41% lo ha praticato da sé, contro il solo 6% delle donne che hanno affermato di essersi forate i capezzoli da sole. Lo studio rivela inoltre che il 62% degli uomini e il 39% delle donne hanno provato una maggiore stimolazione erotica dopo aver avuto i capezzoli forati.
In uno studio del 2001, condotto da Vaughn S. Millner e Bernard H. Eichold II per la rivista scientifica Clinical Nursing Research, in merito al rapporto tra infermieri e pazienti con modificazioni corporee quali tatuaggi o piercing, evidenziano come pratiche un tempo adottate per persone ai margini della società, come membri di gang, carcerati e marinai, sono ora divenuti patrimonio di tutta la popolazione di ogni ceto e classe sociale, che comprendono adolescenti, donne in carriera e studenti universitari. Millner ed Eichold hanno sviluppato un questionario, The Body Art Survey, che hanno sottoposto a un campione di 81 persone reclutate tramite studi di tatuaggio e piercing di Florida e Louisiana, tra l'ottobre del 1998 e il febbraio del 1999. Da questo studio è emerso che il 40% degli intervistati si è sottoposto a una procedura di piercing come forma di espressione individuale, mentre il 23% lo ha fatto come forma d'arte. Altre motivazione, in forma minore, riguardavano l'appartenenza a un gruppo, una esperienza mistica/religiosa, una forma di celebrazione, una maggiore percezione di sensualità, su imitazione di amici che ce l'hanno, come simbolo di impegno in una relazione romantica, controllo, bellezza e dichiarazione di moda. L'88% degli intervistati ha dichiarato di sentirsi sicura in merito alla propria salute, per la procedura adottata, mentre il 12% di temere per la propria salute. Dei 79 soggetti su 81 che hanno risposto al questionario, 77 avevano almeno un piercing. Di questi, la maggior parte (il 74%), si era fatto eseguire il piercing da un professionista, il 9% da un amico o familiare, il 7% da un altro dilettante, il 5% da sé, l'1% da un medico e il 3% da altre persone non meglio identificate. Tra i punti del corpo oggetto di piercing il 74% li aveva alle orecchie, il 61% alla lingua, il 58% ai capezzoli, il 41% all'omberlico e il 28% all'area genitale. Altre zone comprendevano vari punti del viso. Nove degli individui con piercing ai capezzoli e/o ai genitali, hanno messo in evidenza come questi piercing abbiano aumentato la stimolazione o gratificazione sessuale, riferendo di avere provato una maggiore stimolazione fisica durante l'attività sessuale, maggiori possibilità di stimolazione durante i preliminari o di aver avuto orgasmi multipli.
Secondo una ricerca svolta da Bernice Kanner, basata su un largo campione di intervistati tramite agenzie statunitensi ed europee, oltre ad altri canali, e pubblicata nel suo libro Are you normal about sex, love, and relationships? del 2004, il 43% delle persone è affascinato dal piercing all'ombelico del partner, contro il 38% che trova eccitante il piercing al capezzolo, mentre solo il 21% considera sensuale un piercing alle labbra vaginali.
Nella società contemporanea è relativamente comune tra i giovani l'utilizzo del piercing al labbro come rito di passaggio. In uno studio sui giovani israeliani risulta che: il 4,3% ha, o ha avuto, dei piercing (esclusi lobi, labbra o cavità orale); il 5,7% ha, o ha avuto, piercing al labbro; il 6,2% ha, o ha avuto, tatuaggi; il 15,7% ha o ha avuto piercing nella cavità orale.
Uno studio statunitense del 2005, svolto dalla Carlow University di Pittsburgh, in Pennsylvania, per opera di Carol Caliendo, Myrna L. Armstrong e Alden E. Roberts, su un campione di persone con piercing intimi, di cui 63 donne e 83 uomini, provenienti da 29 stati degli USA, riporta che: il 43% indossa un piercing al capezzolo, il 25% piercing genitali e il 32% entrambi i tipi. Il campione, formato da individui giovani, istruiti, meno propensi a sposarsi e più spesso omosessuali o bisessuali, hanno mediamente fatto il loro primo piercing a 27 anni (capezzolo) e 28 (genitale). Lo scopo che li ha spinti a farsi praticare un piercing intimo comprende l'unicità, l'espressione di sé e l'espressione sessuale. Alla maggior parte dei partecipanti piaceva ancora il loro piercing al momento del test (73-90%). Sono stati descritti problemi di guarigione nel 66% dei casi del piercing al capezzolo e nel 52% in quelli genitali, comprendenti sensibilità della zona, irritazione cutanea, infezione, cambiamento del flusso urinario nel caso di piercing genitale maschile. Per tali problemi generalmente i partecipanti al sondaggio si sono rivolti al piercer, più che non a un medico. Sono state inoltre segnalate poche malattie sessualmente trasmissibili (3%) e nessun contagio da HIV o epatite.
Una statistica rileva come nel 2017 l'83% degli statunitensi abbia un piercing al lobo, mentre il 14% degli statunitensi abbia un piercing diverso da quello al lobo, di cui il 72% è costituito da donne. Il piercing più diffuso tra le donne è quello all'ombelico (33%); seguito da quello al naso (19%); alle orecchie, lobo a parte (13%); alla lingua (9,5%); al capezzolo (9%); al sopracciglio (8%); del labbro (4%) e, infine, dei genitali (2%). La stessa statistica rileva, invece, che tra gli uomini il piercing più popolare è quello al capezzolo (18%), seguito da quello al sopracciglio (17,5%); all'orecchio, lobo a parte (17%); alla lingua (16%); al naso (15%); al labbro (13%) e infine ai genitali (3%). Tra le persone che hanno praticato un piercing è inoltre stato rilevato che ha avuto complicazioni il 31%, di cui il 15,2% ha dovuto rivolgersi a un medico e lo 0,9% ha dovuto essere ricoverato in ospedale. Tra i cittadini britannici, ha praticato una qualche forma di piercing diverso dal lobo il 10% della popolazione, mentre le donne tra i 16 e i 24 anni che nel Regno Unito ha un qualche piercing diverso dal lobo sono il 46,2%.

## Influenze culturali

### Letteratura
- La protagonista del romanzo di Pauline Réage Histoire d'O, pubblicato nel 1954, viene sottoposta al piercing alle grandi labbra della vulva come parte del suo processo di sottomissione sadomasochista.
- Nel romanzo di Almudena Grandes, Le età di Lulù del 1989, quando la protagonista viene condotta al locale Encarna, dove avrà le sue prime esperienze sadomasochiste, incontra una donna con capezzoli forati da anelli d'argento.

### Cinema
- Nel film Histoire d'O del 1975 diretto da Just Jaeckin, e tratto dal romanzo omonimo di Pauline Réage, la protagonista viene sottoposta al piercing alle grandi labbra.
- Il film giapponese del 1983 di genere pinku eiga, Chikubi ni piasu o shita onna (letteralmente "La donna con i capezzoli forati"), diretto da Shōgorō Nishimura, è incentrato sul tema del piercing ai capezzoli: la protagonista, interpretata dall'attrice Kate Asabuki, si sottopone al piercing dei capezzoli come rituale di sottomissione adomasochista.
- Il regista statunitense Richard Kern dedica alla pratica del piercing al capezzolo il cortometraggio Pierce del 1990: il filmato documenta il procedimento del piercing al capezzolo della protagonista, Audrey Rose.
- Nel film Le età di Lulù del 1990, quando la protagonista viene condotta nel locale dove ha esperienze sadomasochiste, incontra una donna che, a differenza del romanzo dove mostra degli anelli d'argento ai capezzoli, ha svariati piercing genitali.
- Nel film Il silenzio degli innocenti (The Silence of the Lambs) del 1991 diretto da Jonathan Demme, il serial killer porta un piercing al capezzolo.
- Nel film statunitense del 1994 Pulp Fiction, diretto da Quentin Tarantino, la moglie dello spacciatore Lance (Eric Stoltz), Jody (Rosanna Arquette), disquisisce a lungo della pratica del piercing e dei suoi pregi, dichiarando di avere svariati body piercing in 18 parti del corpo, tra cui: cinque in ogni orecchio, uno nel capezzolo sinistro, due nella narice destra, uno nel sopracciglio sinistro, uno nell'ombelico, uno nel labbro e uno nella clitoride.
- Nel film Butterfly Kiss - Il bacio della farfalla del 1995 diretto da Michael Winterbottom, la protagonista Eunice (Amanda Plummer), indossa piercing ad entrambi i capezzoli uniti da varie catene. La pratica ha il ruolo di una sorta di autopunizione che la protagonista del film si autoinfligge.
- Nel film Thirteen - 13 anni, diretto da Catherine Hardwicke nel 2003, la protagonista Tracy Louise Freeland (Evan Rachel Wood) e la sua amica Evie Zamora (Nikki Reed), si sottopongono ad alcuni piercing (lingua, ombelico). La pratica assume quasi il ruolo di una sorta di passaggio rituale dall'infanzia all'adolescenza.
- Nel film del 2011 diretto da David Fincher Millennium - Uomini che odiano le donne, il personaggio di Lisbeth Salander indossa svariati piercing. Per interpretare la parte, l'attrice Rooney Mara si è realmente sottoposta alla pratica dei vari piercing compresi quattro fori in ciascun lobo e in sopracciglio, narice, labbro e capezzolo.[74] L'attrice ha dichiarato di aver deciso di sottoporsi alla pratica per poter entrare maggiormente nel personaggio, pur non avendo mai avuto precedentemente alcun tipo piercing, e che questo era "necessario" dal momento che il personaggio nel libro li aveva e che la sua parte prevedeva varie scene di nudo.[75][76] Ha poi rimosso tutti i piercing una volta terminata la lavorazione del film, dichiarando di averne tenuto solamente uno.[77]
- Il film statunitense Piercing del 2018 diretto da Nicolas Pesce, ha come atto conclusivo da parte della protagonista Jackie (Mia Wasikowska) di praticarsi da sola un piercing, forandosi il capezzolo sinistro con un ago e inserendovi poi una barbell, così da avere un ricordo di Reed (Christopher Abbott) che intende uccidere.[78][79][80]

### Televisione
- Nella serie televisiva animata statunitense Drawn Together (2004-2007), il personaggio di Xandir P. Wifflebottom, indossa piercing ai capezzoli. Inoltre l'intero decimo episodio della terza stagione, Il capezzolo radiotemporale di Hero (Nipple Ring Ring Goes to Foster Care) è dedicato a questa pratica.
- Nel primo episodio Il serpente rosso della serie televisiva statunitense Spartacus - Sangue e Sabbia del 2010], durante la scena dell'orgia nella villa romana, è possibile vedere una donna indossare i piercing ai capezzoli. Probabilmente questa scelta è frutto della leggenda introdotta da Doug Malloy che la pratica fosse in uso ai tempi degli antichi romani.

### Libri
- (EN) Cecil Adams, More of the straight dope, New York, Ballantine Books, 1988.
- (EN) W.R. Anderson, History of Piercing, in Jason Payne-James e Roger W. Byard (a cura di), Encyclopedia of Forensic and Legal Medicine, 2ª ed., 2016.
- (EN) Elayne Angel, The Piercing Bible. The Definitive Guide to Safe Body Piercing, The Crossing Press, 2009, ISBN 1-58091-193-5.
- (EN) Barbara Bartels, Tremendous Texas, Premium Pr Amer, 2002, ISBN 1887654526.
- (DE) Iwan Bloch, Beiträge zur Aetiologie der Psychopathia sexualis, Dresda, Dohrn, 1903.
- (EN) Ivan Bloch, Sexual Life in England. Past and Present, Londra, Francis Aldor, 1938, ISBN non esistente.
- Bodhipat A-rà, Manuale per fare di voi ciò che volete. Dal piercing alla scarificazione, Malatempora, 1999, ISBN 88-8210-025-1.
- (EN) Gary Burns, A Companion to Popular Culture, John Wiley & Sons, 2016, ISBN 1405192054.
- (EN) Rufus C. Camphausen, Return of the Tribal. A celebration of body adornment. Piercing, tattooing, scarification, body painting, Rochester, Park Street Press, 1997, ISBN 0892816104.
  -  Rufus C. Camphausen, La tribù del tatuaggio. Piercing, tatuaggi e altri riti di decorazione del corpo, Lyra Libri, 1999, ISBN 88-7733-230-1.
- Simona Carlucci e Giorgio Urisini Uršič (a cura di), L'asino e la zebra. Origini e tendenze del tatuaggio contemporaneo, De Luca Editore, 1985.
- (EN) Pauline Clarke, The Eye of the Needle, Pauline Clarke, 1994, ISBN 0-9521175-0-9.
- (EN) Margo Demello, Encyclopedia of Body Adornment, ABC-CLIO, 2007, ISBN 0313336954.
- (EN) Hans Peter Duerr, Dreamtime. Concerning the Boundary Between Wilderness and Civilization, Blackwell Pub, 1987.
- (EN) A.P. Elkin, Aboriginal Men of High Degree. Initiation and Sorcery in the World's Oldest Tradition, Inner Traditions/Bear & Co, 1993, ISBN 0892814217.
- (EN) Bruce Felton e Mark Fowler, Felton & Fowler's More best, worst, and most unusual, Information House Books, 1976.
- (EN) Nancy Friday, My Secret Garden. Women Sexual Fantasies, Simon & Schuster, 1973.
- (EN) Nancy Friday, Forbidden Flowers. More Women’s Sexual Fantasies, Simon & Schuster, 1975.
- (DE) Eduard Fuchs, Die Frau in der Karikatur, Monaco di Baviera, 1928.
- (EN) Edgar Gregersen, Sexual Practices. The Story of Human Sexuality, New York, F. Watts, 1983.
  -  Edgar Gregersen, ReSearch. Pratiche sessuali. L'amore nel mondo. Tradizioni, riti e costumi. Repressione e libertà della vita sessuale, Lyra Libri, 1987, ISBN 88-7733-120-8.
- (EN) Rayner W. Hesse, Jewelrymaking through History: An Encyclopedia. Handicrafts through World History, Greenwood Press, 2007.
- (EN) Hilaire Hiler, From Nudity to Raiment. An Introduction to the Study of Costume, Londra, W. & G. Foyle, 1929.
- (EN) Bernhardt J. Hurwood, The Golden Age of Erotica, Sherbourne Press, 1965.
- (EN) Jan Jagodzinski, The Pierced and Tattooed Body: The Branded Skin-ego of Post-Oedipalization, in Heinz Tschachler (a cura di), The EmBodyment of American Culture, Münster, LIT Verlag, 2003,  pp. 72-86, ISBN 3-8258-6762-5.
- (EN) Bernice Kanner, Are you normal about sex, love, and relationships?, New York, St. Martin's Griffin, 2004, ISBN 0312311079.
- (EN) Stephen Kern, Anatomy and Destiny. A Cultural History of the Human Body, Bobbs-Merrill Company, 1975.
- (DE) Friedrich Salomo Krauss, Die anmut des Frauenleibes mit Abbildungen nach original Photographien, Schumann, 1904.
- (EN) Alphonso Lingis, Excesses. Eros and Culture, Suny Press, 1983, ISBN 0873957970.
- (EN) Rustam J. Mehta, Scientific Curiosities Of Sex Life, 8ª ed., Bombay, D.B. Taraporevala Sons & Co., 1912.
- (EN) Jean-Chris Miller, The Body Art Book, Penguin, 2004, ISBN 0-425-19726-3.
- (EN) Nancy Mohrbacher e Julie Stock, The Breastfeeding Answer Book, La Leche League International, 2003, ISBN 0912500921.
- (EN) Desmond Morris, Bodywatching. A field guide to the human species, New York, Crown, 1985.
- (EN) Desmond Morris, The Naked Woman. A study of the female body, Londra, Jonathan Cape, 2004, ISBN 0224063960.
- (DE) E. Neumann, John Bull beim Erziehen. Eine Sammlung Briefe von Anhängern und Gegnern der körperlichen Züchtigung und Korsettdisziplin im englischen Erziehungswesen, Dresda, 1901.
- (EN) Marianne Ostier, Jewels & Women. The Romance, Magic and Art of Feminine Adornment, New York, Horizon Press, 1958.
- (EN) Victoria L. Pitts, In the Flesh. The Cultural Politics of Body Modification, New York, Palgrave MacMillan, 2003, ISBN 0-312-29310-0.
- (EN) Ted Polhemus e Housk Randall, The Customized Body, Serpent's Tail, 1996, ISBN 1-85242-522-9.
- (EN) Clinton R. Sanders, Tattooing and Body Piercing, in Charles F. Faupel e Paul M. Roman (a cura di), Encyclopedia of Criminology and Deviant Behavior. Volume IV. Self Destructive Behaviour and Disvalued Identity, Philadelphia, Brunner-Routledge, 2001, ISBN 1560327723.
- (EN) Sarah Sawyer, Body piercing and tattooing. The hidden dangers of body art, 1ª ed., New York, The Rosen Publishing Group, 2007, ISBN 978-1-4042-0947-3.
- (EN) Susan Seligson, Stacked. A 32DDD Reports From the Front, New York, Bloomsbury, 2007, ISBN 1596911174.
- (EN) Victoria Sherrow, For Appearance' Sake. The Historical Encyclopedia of Good Looks, Beauty, and Grooming, Greenwood Publishing Group, 2001, ISBN 1573562041.
- (EN) Merril D. Smith, Cultural Encyclopedia of the Breast, Rowman & Littlefield, 2014, ISBN 0759123322.
- (EN) Valerie Steele, Fashion and eroticism. Ideals of feminine beauty from the Victorian era to the Jazz Age, New York/Oxford, Oxford University Press, 1985, ISBN 0-19-503530-5.
- (EN) Valerie Vale e Andrea Juno (a cura di), Modern Primitives. An Investigation of Contemporary Adornment & Ritual, Re/Search Publications, 1989, ISBN 978-0-940642-14-0.
  -  Valerie Vale e Andrea Juno (a cura di), ReSearch. Tatuaggi corpo spirito, Apogeo, 1994, ISBN 88-7303-077-7.
- (EN) Vatsyayana, Kamasutra, a cura di Wendy Doniger e Sudhir Kakar, Oxford/Toronto, Oxford University Press, 2003.
- (EN) Jim Ward, Running the Gauntlet. An Intimate History of the Modern Body Piercing Movement, Re Ward Inc, 2011, ISBN 978-0-615-42472-9.
- (EN) Spider Webb, Tattooed Women, Schiffer Publishing, 2001, ISBN 0-7643-1540-4.
- (EN) Spider Webb, Heavely Tattooed Men & Women, Schiffer Publishing, 2002, ISBN 0-7643-1605-2.
- (EN) Marilyn Yalom, A history of the breast, New York, Ballantine Books, 1998, ISBN 0-345-38894-1.
- (EN) Steven Zeeland, Sailors and sexual identity. Crossing the line between "straight" and "gay" in the U.S. Navy, New York, Haworth Press, 1995, ISBN 1560248505.

### Articoli scientifici
- (EN) Carol Caliendo, Myrna L. Armstrong e Alden E. Roberts, Self-reported characteristics of women and men with intimate body piercings, 14 February 2005, DOI:10.1111/j.1365-2648.2004.03320.x.
- (EN) Tim Healey, Those Little Perforations, in World Medicine, 15 novembre 1978.
- (EN) Brigette Lee, Ramya Vangipuram, Erik Peterson e Stephen K. Tyring, Complications associated with intimate body piercings, in Dermatology Online Journal, vol. 24, n. 7, University of California, Davis, luglio 2018.
- (EN) Levin Liran, Zadik Yehuda e Becker Tal, Oral and dental complications of intra-oral piercing, in Dental Traumatology, vol. 21, n. 6, 28 ottobre 2005, DOI:10.1111/j.1600-9657.2005.00395.x.
- (EN) Vaughn S. Millner e Bernard H. Eichold, II, Body Piercing and Tattooing Perspectives, in Clinical Nursing Research, vol. 10, n. 4, Thousand Oaks/Londra/Nuova Delhi, Sage Publications, novembre 2001,  pp. 424-441.
- (EN) Charles Moser, Joann Lee e Poul Christensen, Nipple Piercing. An Exploratory-Descriptive Study (PDF), in Journal of Psychology & Human sexuality, vol. 6 (2), 1993,  pp. 51-61.
- (EN) Robyn Roche-Paull, Body Modifications and Breastfeeding: What You Need to Know (PDF), in Journal of Human Lactation, vol. 8, n. 31, SAGE Publishing, agosto 2015.

### Altri articoli
- (EN) Doug Malloy, Body & Genital Piercing in Brief, in Running The Gauntlet. URL consultato il 7 dicembre 2021 (archiviato dall'url originale il 16 novembre 2021).
- Paolo Rinaldi, Straziami, ma di spille saziami, in Phototeca, anno III, n. 9, Phototeca s.r.l. Editrice, dicembre 1982.